# Testify (album P.O.D.)
Testify – szósty studyjny album amerykańskiego zespołu P.O.D.

## Lista Utworów
1. "Roots in Stereo" – 4:42 (feat. Matisyahu)
2. "Lights Out" – 2:47
3. "If You Could See Me Now" – 3:07
4. "Goodbye for Now" – 4:34 (feat. Katy Perry)
5. "Sounds Like War" – 3:53
6. "On the Grind" – 4:25 (feat. Sick Jacken (Psycho Realm), Boo-Yaa T.R.I.B.E., Amy Terrin)
7. "This Time" – 4:41
8. "Mistakes & Glories" – 3:38
9. "Let You Down" – 4:15
10. "Teachers" – 4:21
11. "Strength of My Life" – 3:37 (feat. Matisyahu)
12. "Say Hello" – 2:32
13. "Mark My Words" – 3:43 (feat. Sick Jacken)

Utwory Bonusowe
- "Not Your Kind" – 2:37 (Japan Bonus Track)
- "Your Eyes" –  4:23 (Wal-Mart Exclusive Bonus Track)

Niewydane Utwory
- "Here We Go"  Greatest Hits: The Atlantic Years)

Edycja Limitowana:
- "Generation" - 4:25
- "Bridge to Burn" - 4:26 Payable on Death b-side
- "Will You (Chris Vrenna Remix)" - 3:54
- "Every Time I Die (Demo)" - 3:31
- "New Wave (Demo)" - 3:39 demo z Singla "Let You Down"

## Twórcy
- Wuv Bernardo - perkusja
- Sonny Sandoval - śpiew
- Jason Truby – gitara
- Traa Daniels - gitara basowa